# Changji

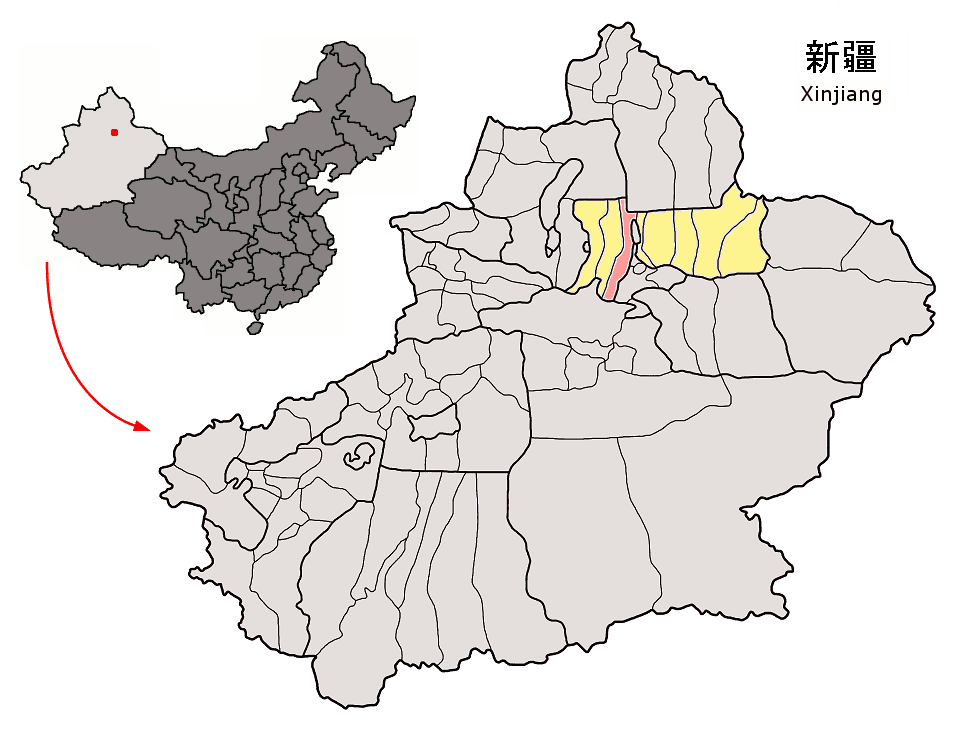
Localização de Changji em Sinquião.

Changji é uma cidade situada no centro de Sinquião (China). Localizada a oeste de Urumqi, ao norte de Hami e ao sudoeste da Mongólia.

## Geografia
Situada pouco ao norte da Cordilheira Tian Shan, e ao sudeste de um imenso deserto (Zungária).
Devido a aridez da região, existe uma grande variação de temperatura entre o dia e a noite. A temperatura média anual é de 6,8 ℃.
A região se destaca pela produção de melões, lúpulo, uvas, cogumelos, ovelhas, macarrão artesanal.
A cidade está localizada em uma das variantes terrestres da Rota da Seda.